# Tranquila
"Tranquila" é uma canção do cantor colombiano J Balvin, incluida em seu primeiro álbum de estúdio La Familia (2013). Foi lançado como o segundo single do álbum em 11 de dezembro de 2012.

## Listagem de faixas
- Download digital[1]

1. "Tranquila" – 3:19

- Download digital[2]

1. "Tranquila (feat. Eleni Foureira)" – 4:05

## Versão de Eleni Foureira
Em junho de 2014, J Balvin cantou a música no MAD Video Music Awards de 2014 com a cantora grega Eleni Foureira.
A versão é lançada como single em 5 de agosto de 2014. É destaque no terceiro álbum de estúdio de Foureira, Anemos Agapis (2014).

## Desempenho nas tabelas musicais

### Posições
| Chart (2012–13)                            | Maior posição |
| ------------------------------------------ | ------------- |
| Bulgária (IFPI)                            | 3             |
| Colômbia (National-Report)                 | 3             |
| Estados Unidos (Billboard Latin Songs)     | 42            |
| Estados Unidos (Billboard Latin Pop Songs) | 31            |
| Grécia (Billboard)                         | 1             |
| Romênia (Romanian Top 100)                 | 5             |

## Vendas e certificações
| Região | Certificação    | Vendas/distribuição |
| --- | --------------- | ------------------- |
| EUA (RIAA) | Platina (Latin) | 60,000 ‡            |
| *vendas baseadas apenas na certificação ^distribuições baseadas apenas na certificação ‡dados de streaming baseados somente em certificação |                 |                     |